# Spicata bottaceps
Spicata bottaceps är en loppart som först beskrevs av Hubbard 1943.  Spicata bottaceps ingår i släktet Spicata och familjen fågelloppor. Inga underarter finns listade i Catalogue of Life.